# Det Etiske Råd
|  | Nogle eller alle af denne artikels kildehenvisninger er enten af tvivlsom kvalitet eller ikke sekundære/tertiære. Du kan afhjælpe dette ved at udskifte de angivne kilder med mere troværdige kilder. Se vejledning i Referencer. |

Det Etiske Råd blev oprettet i 1987 med det formål at rådgive Folketinget og offentlige myndigheder samt skabe debat om nye bio- og genteknologier. I 2004 blev rådets ressort udvidet til også at omfatte genteknologi og bioteknologi vedrørende fødevarer og miljøspørgsmål.

## Formål i henhold til gældende lov
Jævnfør Lov om Det Etiske Råd skal Det Etiske Råd arbejde ud fra respekt for menneskets og kommende generationers integritet og værdighed samt respekt for naturen og miljøet. Rådet rådgiver Folketinget, ministre og offentlige myndigheder om de etiske spørgsmål.

## Organisation
Det Etiske Råd består af 17 medlemmer som beskikkes af sundheds- og ældreministeren efter indstilling fra Folketinget og i alt fire ministerier. Medlemmerne udpeges for 3 år og kan kun genudpeges 1 gang. De må ikke samtidigt være medlem af Folketinget eller en kommunalbestyrelse.
9 medlemmer indstilles af et udvalg nedsat af Folketinget, 4 medlemmer indstilles af sundheds- og ældreministeren, 2 medlemmer af miljø- og fødevareministeren, 1 medlem af uddannelses- og forskningsministeren og 1 medlem af erhvervs- og vækstministeren.

## Medlemmer
Rådets medlemmer pr. december 2024:
- Leif Vestergaard Pedersen, formand
- Ida Donkin, næstformand, læge, Rigshospitalet
- Anette Hygum, specialeansvarlig overlæge, palliativt team, Onkologisk Afdeling på Sygehus Lillebælt
- Berit Andersen, cheflæge og professor i screening
- Christian Gamborg, ph.d. og lektor i naturressourceetik, Københavns Universitet
- Grete Christensen, sygeplejerske og tidligere forbundsformand
- Jacob Giehm Mikkelsen, professor mso, Institut for Biomedicin, Aarhus Universitet
- Knud Kristensen, forhenværende formand for SIND
- Lise Müller, næstformand for SF
- Merete Nordentoft, klinisk professor ved Region Hovedstadens Psykiatri
- Mie Oehlenschläger, tech-analytiker, cand.mag.
- Stefan Hermann, direktør, Life Fonden
- Svend Brinkmann, professor i psykologi, Aalborg Universitet
- Rasmus Willig, ph.d., forstander for Suhrs Højskole
- Christine Nellemann, ph.d., humanbiolog
- Birgitte Arent Eiriksson, direktør, Justitia
- Mikkel Wold, sognepræst, Marmorkirken

### Tidligere medlemmer
Følgende personer har tidligere været medlemmer af Det Etiske Råd:
- Gorm Greisen (formand) – dr.med., klinisk professor og overlæge[7]
- Lise von Seelen (næstformand) – tidligere folketingsmedlem[8]
- Lillian Bondo – jordemoder, MPA, formand for Jordemoderforeningen[9]
- Jørgen Carlsen – mag.art., forstander[9]
- Anne-Marie Gerdes – klinikchef, professor og overlæge
- Mickey Gjerris – cand.theol., ph.d., lektor[9]
- Kirsten Halsnæs – professor i klima og miljø på Danmarks Tekniske Universitet[10]
- Mia Amalie Holstein - Velfærdspolitisk chef i CEPOS[11]
- Poul Jaszczak – læge, dr. med.[8]
- Bolette Maria Kjær Jørgensen - journalist[12]
- Thomas Ploug – ph.d., lektor[9]
- Anders Raahauge – mag.art. i litteraturvidenskab og §2-teolog, sognepræst og kulturjournalist
- Christian Borrisholt Steen – cand.mag. i samfundsfag og psykologi[13]
- Karen Stæhr – sektorformand i FOA[8]
- Henrik Gade Jensen - Mag.art. i filosofi, sognepræst, født 1959
- Signild Vallgårda – professor[8]
- Signe Wenneberg – forfatter[8]
- Christina Wilson – cand.phil., kunsthistoriker, galleriejer[9]
- Peder Agger – cand.scient., professor[14][15][16]
- Jon Andersen – cand.jur., kommitteret[14][15][16]
- Christopher Arzrouni – debatredaktør og lederskribent for Børsen[8]
- Klavs Birkholm – mag.art., journalist, radioproducent, foredragsholder[17][18][14][15][16]
- Jacob Birkler (formand) – cand.mag., ph.d., lektor, underviser[19]
- Birte Boelt – cand.agro., forskningsleder[16]
- Niels Jørgen Cappelørn – dr.theol.h.c. – professor[16]
- Elisabeth Dons Christensen – cand.mag. og cand.theol, biskop[16]
- Gunna Christiansen – dr.med. – professor[16]
- Karen Gausland, afdelingsleder, cand.jur.[14][15]
- Søren Peter Hansen – cand.theol., MPA – provst[9]
- Ole J. Hartling, overlæge, dr.med.[20][17][18][14][15]
- Lotte Hvas – dr.med. – praktiserende læge[16]
- Lene Jensen – direktør[16]
- Thomas G. Jensen, professor, dr.med[16]
- Rikke Bagger Jørgensen – seniorforsker[16]
- Klemens Kappel, lektor, ph.d.[14][15]
- Lene Kattrup – cand.med.vet., dyrlæge[21]
- Lise Kingo, koncerndirektør[14][15]
- Morten Kvist – cand.theol., valgmenighedspræst[16]
- Niels Jørgen Langkilde, koncerninformationschef[14][15]
- Ester Larsen – Næstformand, cand.phil. – tidl. sundhedsminister[9]
- Kathrine Lilleør, sognepræst, cand.theol.[20][17][18][14][15]
- Anne-Marie Mai – lic.phil. et mag.art. – professor[9]
- Edith Mark – ph.d., cand.cur., postdoc i klinisk sygepleje – forsker[9]
- Peder Mouritsen – gårdejer[16]
- Anne Skare Nielsen, direktør, cand.scient.pol.[14][15]
- Elsebeth Gerner Nielsen – rektor[16]
- Anette Roepstorff Nissen, uddannelsesleder[17][18][14][15]
- Anne-Marie Skov, kommunikationsdirektør[14][15]
- Jørgen E. Olesen – cand.agro - forskningsprofessor[9]
- Birthe Skaarup – fhv. folketingsmedlem[16]
- Kit Louise Strand, grafisk designer[14][15]
- Sven Asger Sørensen - Lektor, dr. med.[22]
- Karin Verland – cand.med.[16]
- Erling Tiedemann – redaktør, fhv. amtsborgmester[20]
- Peter Øhrstrøm – dr.scient., professor[16]
- Steen Vallentin – ph.d., lektor[23]

## Kritik
Det Etiske Råd er blevet kritiseret for ikke at være debatskabende nok. Der er også blevet rejst kritik af manglende åbenhed i udpegningen af rådets medlemmer. Der har været kritik over antallet af kristne teologer og præster i rådet, men også teologer har kritiseret rådet for at være overflødigt. Bjørn Elmquist, der oprindeligt fik idéen til at oprette rådet, har opfordret til at nedlægge det, og det samme har kritikere fra forskellige dele af det politiske spektrum, bl.a. debattøren Anne Sophia Hermansen, Cepos' direktør Martin Ågerup, Morten Messerschmidt og Radikal Ungdom.